# Matija Špikić
Matija Špikić (* 3. April 1996 in Koprivnica) ist ein kroatischer Handballspieler.

## Karriere
Matija Špikić spielte bis 2018 für GRK Varaždin. Darauf ging er für eine Saison nach Schweden zu AIK Handboll. 2019 wechselte er dann nach Griechenland zu Olympiakos SFP. 2020 unterschrieb er einen Vertrag in Norwegen bei Kristiansand IF. Nach zwei Jahren in Norwegen kehrte er 2022 nach Schweden zurück und spielte hier für Eskilstuna Guif. 2023 wechselte er zum deutschen Erstligaaufsteiger ThSV Eisenach.